# Strada statale 172 dei Trulli
La strada statale 172 dei Trulli (SS 172) è una strada statale italiana il cui percorso si snoda interamente in Puglia.
Collega la SS100 in località Casamassima con Taranto passando per Turi e per i centri turistici del sud-est barese e della Valle d'Itria: Putignano, Alberobello, Locorotondo e Martina Franca. 
Il tracciato di circa 85 chilometri si caratterizza per il paesaggio costellato da muretti a secco in pietra locale e da trulli, la tipica costruzione della Puglia centrale, oltre che piantagioni di ulivo su buona parte del tratto che attraversa la Valle d'Itria. L'ultimo tratto, San Paolo - Taranto, è interamente a 4 corsie ed è suggestivo soprattutto la sera in direzione Taranto, poiché essendo in discesa permette di vedere tutta la città ionica dall'alto.

## Storia
La strada statale 172 venne istituita nel 1953 con il seguente percorso: "Innesto con la SS. n. 100 a Casamassima - Putignano - Alberobello - Locorotondo - Martina Franca - Taranto (Innesto con la SS. n. 7), con diramazione Locorotondo - Fasano (Innesto con la SS. n. 16)."

## Tracciato
| dei Trulli                | |        |                                  |           |
| Tipo                      | Indicazione | km     | Note                             | Provincia |
|                           | Casamassima - Porta Orologio |        |                                  | BA        |
|                           | Casamassima - Largo Lago | 0,000  |                                  | BA        |
|                           | Tangenziale di Casamassima | 1,012  |                                  | BA        |
|                           | Circonvallazione di Turi | 7,000  |                                  | BA        |
|                           | Turi - Largo Marchesale | 9,500  |                                  | BA        |
|                           | Circonvallazione di Turi Castellana Grotte - Turi                                                                                        | 10,750 |                                  | BA        |
|                           | Turi - alla Sp 58 | 11,100 | collegamento con strade comunali | BA        |
|                           | Kartodromo 90 | 11,900 | direzione Putignano              | BA        |
|                           | Blu - Stazione di Servizio | 12,700 | solo in direzione Putignano      | BA        |
|                           | Stazione di servizio Eni | 17,000 | solo in direzione Turi           | BA        |
|                           | Putignano San Pietro Piturno Fermata treno Putignano San Pietro Piturno Viale Europa                                                     | 17,500 |                                  | BA        |
|                           | Strada Comunale Pezza Procaccia Strada Comunale La Cupa                                                                                  | 17,957 |                                  | BA        |
|                           | Di Pinto & Dalessandro | 19,000 |                                  | BA        |
|                           | Farmacia - Dr Losacco | 19,200 |                                  | BA        |
|                           | Grotta del Trullo - Parco Grotte - Pista Ciclabile                                                                                       | 19,770 |                                  | BA        |
|                           | Stazione Servizio Q8 Easy | 20,280 |                                  | BA        |
|                           | [[Putignano]] | 20,300 |                                  | BA        |
|                           | Parrocchia San Filippo Neri | 20,690 |                                  | BA        |
|                           | Conversano-Putignano | 20,865 |                                  | BA        |
|                           | Stazione di Putignano - Bari-Putignano-Martina Franca-Taranto                                                                            | 20,950 |                                  | BA        |
|                           | Distaccamento Putignano Guardia di Finanza                                                                                               | 21,000 |                                  | BA        |
|                           | Poliambulatorio AslBa - Putignano | 21,040 |                                  | BA        |
|                           | Palazzetto dello sport | 21,200 |                                  | BA        |
|                           | delle Grotte ( ex SS 377) | 21,500 |                                  | BA        |
|                           | Stazione dei carabinieri - Putignano | 21,745 |                                  | BA        |
|                           | Parcheggio "Via Martiri delle Foibe" | 21,970 |                                  | BA        |
|                           | Strada Comunale Boschetto Centro Comunale di Raccolta Rifiuti Putignano Vigili Del Fuoco Distaccamento Putignano                         | 22,150 |                                  | BA        |
|                           | Putignano - competenza Anas | 22,360 |                                  | BA        |
|                           | Strada Comunale S. Biagio | 23,400 |                                  | BA        |
|                           | Strada Comunale Chiancarosa Chiesetta San Biagio vescovo e San Michele Arcangelo Strada Comunale Pozzo Serralto Viale Cristoforo Colombo | 23,700 |                                  | BA        |
|                           | Barsento -Cavallerizza -Laureto "canale di pirro" Strada Comunale Cucumo Noci-Barsento alla S.S. 172                                     | 27,900 |                                  | BA        |
|                           | Alberobello | 33,900 |                                  | BA        |
|                           | Locorotondo |        |                                  | BA        |
|                           | Strada comunale Circonvallazione tratto Martina - Fasano                                                                                 |        |                                  | BA        |
|                           | Petra Nevara Winery | 46,900 |                                  | BA        |
|                           | Cisternino | 48,743 | Solo in direzione Locorotondo    | BA        |
|                           | dei Trulli Martina Franca | 60,5   |                                  | TA        |
|                           | Crispiano Grottaglie | 60,7   |                                  | TA        |
|                           | Crispiano Masseria Cigliano | 62,7   |                                  | TA        |
|                           | Crispiano Montemesola | 64,1   |                                  | TA        |
|                           | Statte Viabilità di servizio | 65,9   | Solo in direzione Taranto        | TA        |
|                           | Contrada Sabatini Viabilità di servizio                                                                                                  | 66,7   |                                  | TA        |
|                           | Viabilità di servizio | 67,5   | Solo in direzione Martina Franca | TA        |
|                           | Area di Servizio | 68,0   | Solo in direzione Taranto        | TA        |
|                           | Statte Ospedale Civile Nord | 68,5   |                                  | TA        |
|                           | Ospedale Civile Nord | 69,4   |                                  | TA        |
|                           | Viabilità di servizio | 69,8   | Solo in direzione Martina Franca | TA        |
|                           | Area di Servizio | 71,1   | Solo in direzione Martina Franca | TA        |
|                           | Taranto Paolo VI Montemesola Circummarpiccolo                                                                                            | 71,3   |                                  | TA        |
|                           | Brindisi Grottaglie Lecce Ponte Punta Penna                                                                                              | 72,1   |                                  | TA        |
|                           | Statte Stazione Nasisi Zona industriale                                                                                                  | 73,1   |                                  | TA        |
|                           | Reggio Calabria Matera Bari Bologna-Taranto Porto di Taranto Taranto Croce                                                               | 74,1   |                                  | TA        |
| Brindisi Grottaglie Lecce | | 74,1   |                                  | TA        |
|                           | Taranto Tamburi | 74,1   |                                  | TA        |

## Strada statale 172 radd
La ex strada statale 172 radd (SS 172 radd), noto anche come raddoppio di Orimini ed ora parte della strada provinciale ex SS 172 dei Trulli (SP ex SS 172), è una strada provinciale italiana che si sviluppa nella provincia di Taranto.
Si tratta del vecchio tracciato della strada statale 172 dei Trulli nel tratto compreso tra il km 56,500 presso la stazione di San Paolo (nel comune di Martina Franca) e il km 59,968 presso la masseria Orimini (nel comune di Crispiano), sostituito poi da un tracciato ammodernato e riclassificato.
In seguito al decreto legislativo n. 112 del 1998, dal 2001 la gestione è passata dall'Anas alla Regione Puglia, che ha provveduto al trasferimento dell'infrastruttura al demanio della Provincia di Taranto.

## Strada statale 172 dir dei Trulli
La strada statale 172 dir dei Trulli (SS 172 dir) è una strada statale italiana che collega Locorotondo all'uscita Fasano della strada statale 16 Adriatica.
Il tratto, a due corsie e lungo 12 chilometri, diventa particolarmente suggestivo quando dalla frazione di Laureto si scendono le Murge potendo ammirare la costa adriatica dai circa 400 m di altezza.
La strada, nel tratto Fasano-svincolo per la Selva di Fasano, è dal 1946 parte del percorso della gara automobilistica cronoscalata Fasano-Selva.
Dal 1953 al 2000 è stata interessata da vari lavori di allargamento, adeguamento e messa in sicurezza. Ancora nel 2011 è cominciato l'iter per un ulteriore ammodernamento. A gennaio 2019 sono iniziati i lavori.
| Strada statale 172 dir dei Trulli |                                                                              |      |                                        |           |
| Tipo                              | Indicazione                                                                  | ↓km↓ | Note                                   | Provincia |
|                                   | Locorotondo                                                                  | 0,0  |                                        | BA        |
|                                   | Cisternino Martina Franca Taranto                                            | 1,0  |                                        | BA        |
|                                   | Alberobello Zona Industriale                                                 | 1,1  |                                        | BA        |
|                                   | Centro commerciale                                                           | 2,4  |                                        | BA        |
|                                   | Contrada Mancini                                                             | 2,5  |                                        | BA        |
|                                   | Contrada Pozzoallegro                                                        | 3,9  |                                        | BA        |
|                                   | Contrada Laureto Campanella Frazione San Marco                               | 5,0  |                                        | BA        |
|                                   | Contrada Marinelli Lamie di Olimpia                                          | 5,4  |                                        | BA        |
|                                   | Selva di Fasano                                                              | 6,4  |                                        | BR        |
|                                   | Contrada Giardinelli                                                         | 7,0  |                                        | BR        |
|                                   | Area di servizio                                                             | 8,7  | Corsia di marcia direzione Locorotondo | BR        |
|                                   | Fasano ovest Via Nazionale dei Trulli                                        | 9,3  |                                        | BR        |
|                                   | Fasano Zoosafari                                                             | 9,7  |                                        | BR        |
|                                   | Fasano Via Roma Zona Industriale Guardia di Finanza Centro manutenzione Anas | 11,3 |                                        | BR        |
|                                   | Brindisi                                                                     | 11,6 |                                        | BR        |
|                                   | Viabilità di servizio                                                        | 12,0 |                                        | BR        |
|                                   | Bari                                                                         | 12,0 |                                        | BR        |